# Puotinharju

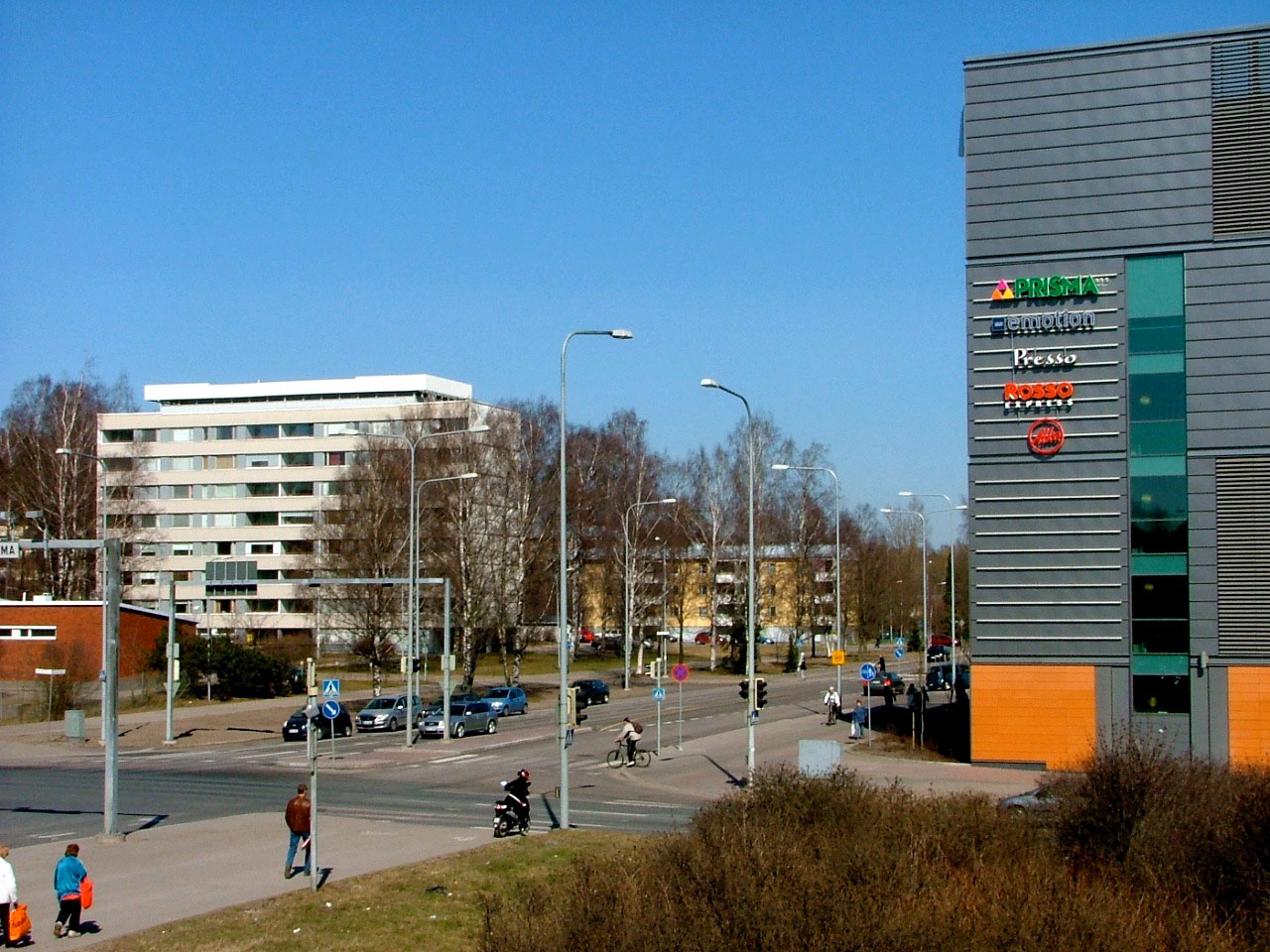
Bâtiments résidentiels des années 60.

Puotinharju (suédois : Botbyhöjden) est une section du quartier de Vartiokylä d'Helsinki, la capitale de la Finlande.

## Description
Puotinharju a une superficie est de 1,42 km2, sa population s'élève à 3 622 habitants(1.1.2010) et il offre 222 emplois (31.12.2008).

## Galerie

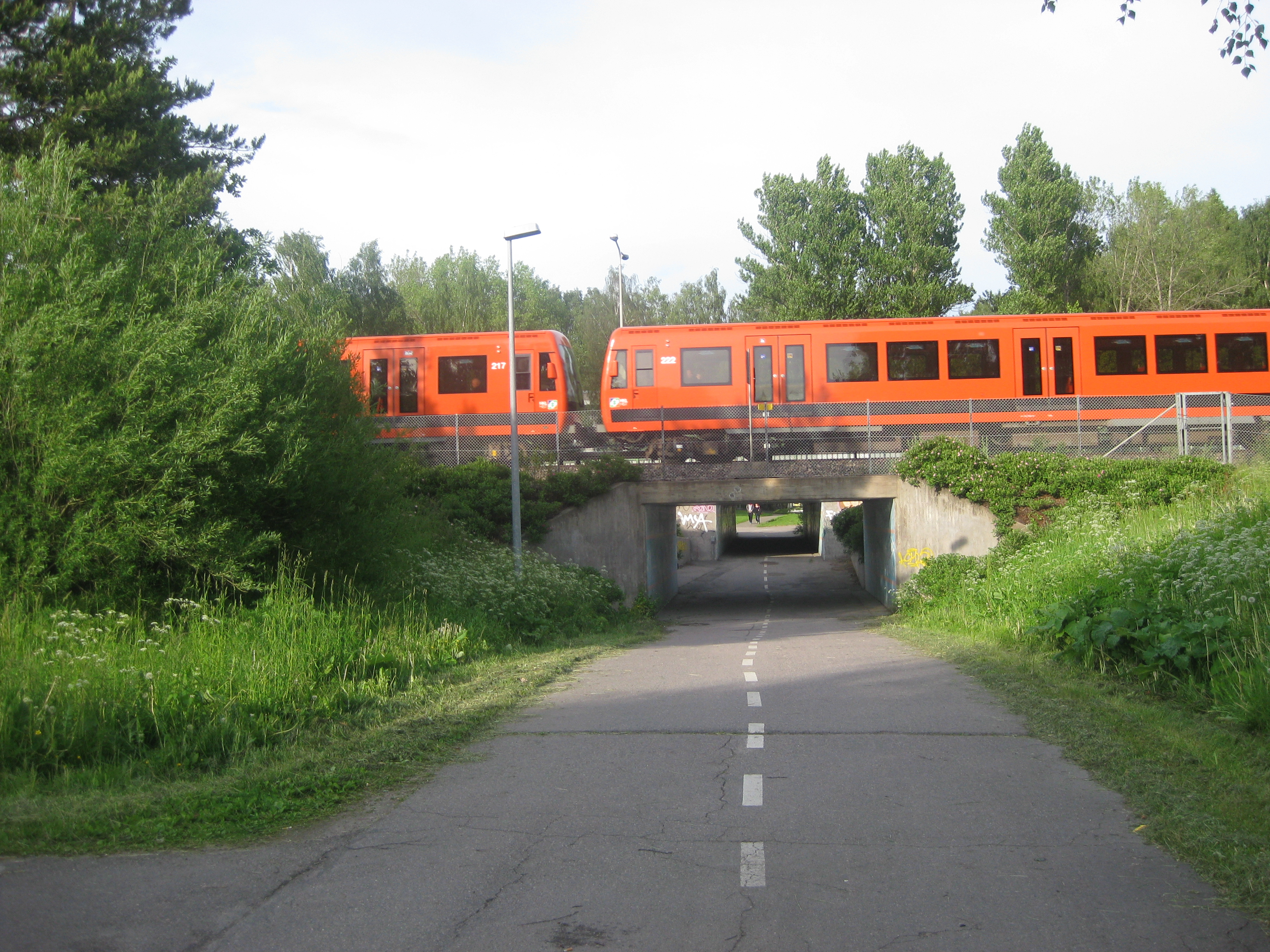
Train M200 du métro d'Helsinki entre les stations Itäkeskus et Myllypuro à Puotinharju.
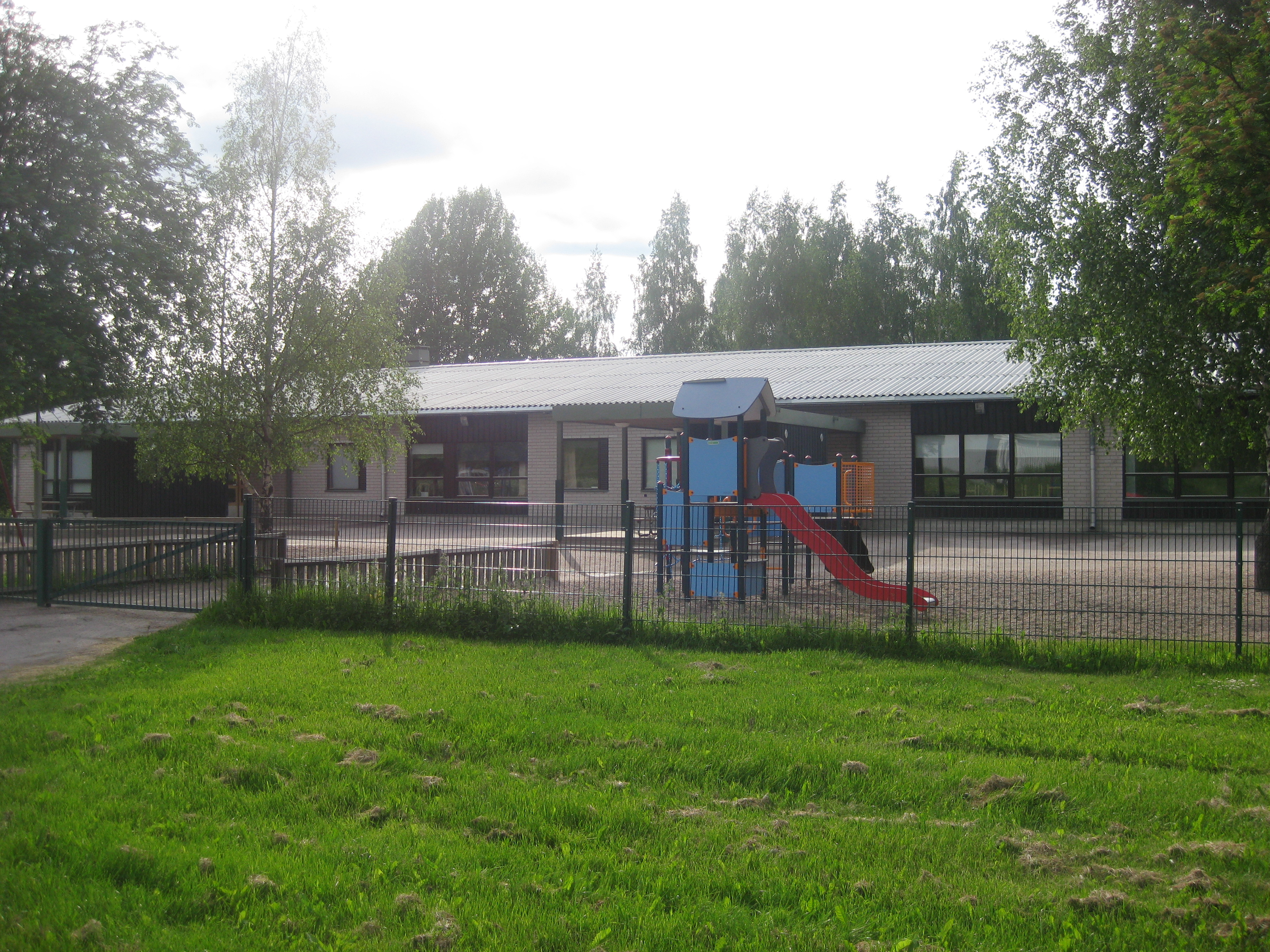
Crèche à Puotinharju.
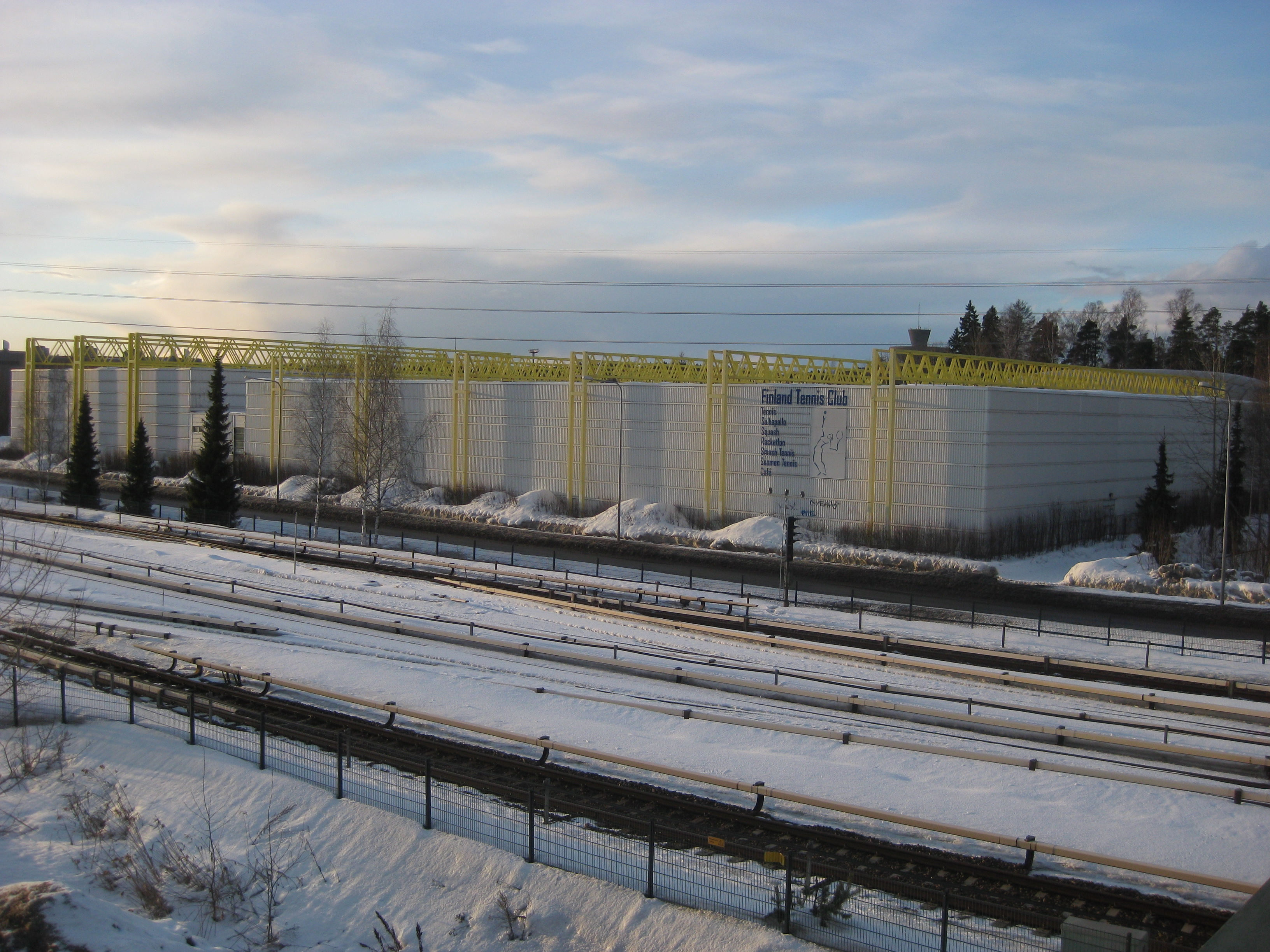
Centre de tennis.